# Ny Tauri
Ny Tauri ( ν Tauri, förkortat Ny Tau, ν Tau) som är stjärnans Bayerbeteckning, är en dubbelstjärna  belägen i den södra delen av stjärnbilden Oxen. Den har en skenbar magnitud på 3,91 och är synlig för blotta ögat. Baserat på parallaxmätning inom Hipparcosuppdraget på ca 27,9 mas, beräknas den befinna sig på ett avstånd av ca 117 ljusår (36 parsek) från solen. 

## Egenskaper
Ny Tauri är en blå stjärna i huvudserien av spektralklass A0.5 Va. Den har en massa som är 2,2 gånger solens massa och en uppskattad radie som är 2,3 gånger större än solens. Den utsänder från dess fotosfär ca 34 gånger mera energi än solen vid en effektiv temperatur på ca 9 000 K.
Ny Tauri är rapporterad som en dubbelstjärna med en följeslagare av magnitud 9,21 och separerad med 15,9 bågsekunder.